# Anomalifrons lightana
Anomalifrons lightana is een krabbensoort uit de familie van de Xenophthalmidae. De wetenschappelijke naam van de soort is voor het eerst geldig gepubliceerd in 1931 door Rathbun.